# Rudinje
Rudinje (en serbe cyrillique : Рудиње) est un village de Serbie situé dans la municipalité de Pirot, district de Pirot. Au recensement de 2011, il comptait 138 habitants.

## Démographie
| 1948 | 1953 | 1961 | 1971 | 1981 | 1991 | 2002 | 2011 |
| ---- | ---- | ---- | ---- | ---- | ---- | ---- | ---- |
| 980  | 885  | 830  | 656  | 462  | 311  | 217  | 138  |

|  |